# Michael Snow

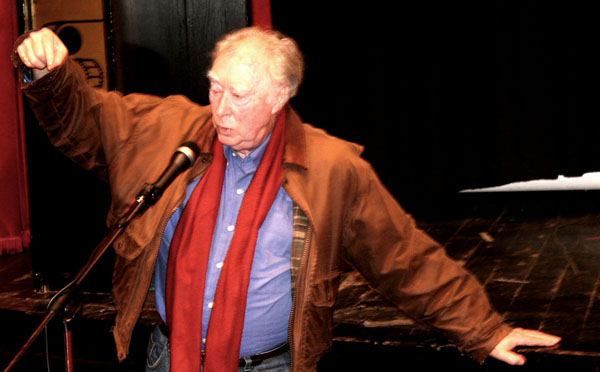
Michael Snow (2006)

Michael James Aleck Snow, CC (* 10. Dezember 1928 in Toronto, Ontario; † 5. Januar 2023 ebenda) war ein kanadischer avantgardistischer Filmregisseur, Experimental-Filmemacher, Maler, Bildhauer, Schriftsteller, Fotograf und Jazz-Musiker.

## Leben und Werk

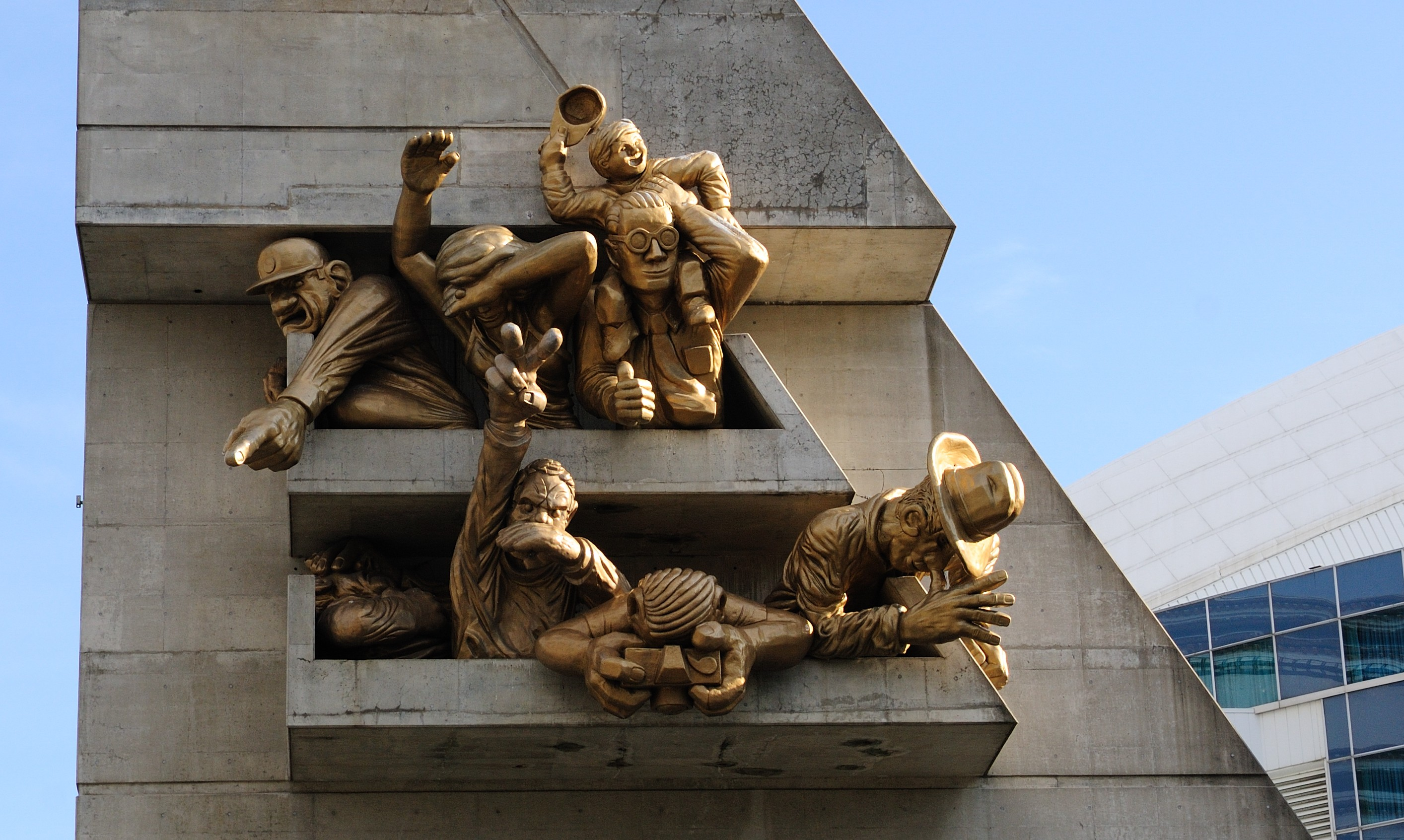
Skulptur The Audience am Rogers Centre in Toronto

Michael Snow studierte am Upper Canada College und am Ontario College of Art. Nach seinem Studium besuchte er 1953/54 Europa und arbeitete im Anschluss bis 1956 für eine kleine Torontoer Filmproduktionsgesellschaft. Im selben Jahr hatte er seine erste eigene Ausstellung in der Avrom Isaacs’s Greenwich Gallery in Toronto. Seit damals wurden seine Arbeiten auf Ausstellungen in ganz Europa, Nordamerika und Südamerika gezeigt. Es folgte 1962 bis 1964 ein Aufenthalt in New York, er kehrte 1972 nach Toronto zurück. Zwischen 1961 und 1967 schuf er mehrere Werke in unterschiedlichen Medien, die auf der Silhouette einer jungen Frau basierten. Eine Werkreihe von elf Skulpturen wurden an der Expo 67 im Pavillon von Ontario gezeigt.
Er war mit einigen Filmen als Teilnehmer der Documenta 5 in Kassel im Jahr 1972 in der Abteilung Filmschau: New American Cinema und auch auf der Documenta 6 im Jahr 1977 als Künstler vertreten. Seine Werke wurden unter anderem im Jahr 2000 im Centre Pompidou in Paris und 2005 im Museum of Modern Art in New York City gezeigt. Michael Snow gilt als einer der einflussreichsten experimentellen Filmemacher. Zu seinen bekanntesten öffentlichen Werken zählen die Skulpturen an der Sportarena Rogers Centre und die Skulptur Flightstop im Eaton Centre, welches Kanadagänse im Inneren des Einkaufszentrums darstellt.
Ursprünglich war er professioneller Jazz-Musiker und hat Soundtracks zu seinen Filmen, zum Beispiel New York Eye und Ear Control selbst konzipiert.
Als Pianist trat er als Solist und mit anderen Musikern, insbesondere in der Gruppe CCMC, die er mitgründete, in Nordamerika, Europa und Japan auf. Snow trat regelmäßig in Kanada sowie international auf und war laut Tom Lord zwischen 1948 und 2015 an 64 Aufnahmesessions beteiligt, u. a. mit Ken Dean’s Hot Seven, Pee Wee Russell, der Artist’s Jazz Band und dem Joe Giardullo Open Ensemble. Er war außerdem als Bildhauer und Zeichner international bekannt. Snow war mit der kanadischen Filmkünstlerin Joyce Wieland (1931–1998) verheiratet.

## Filmografie (Auswahl)
- 1956: A to Z
- 1964: New York Eye and Ear Control
- 1965: Short Shave
- 1967: Wavelength
- 1967: Standard Time
- 1969: One Second in Montreal
- 1969: Dripping Water (mit Joyce Wieland)
- 1969: <---> (Back and Forth)
- 1970: Side Seat Paintings Slides Sound Film
- 1971: La Région Centrale
- 1974: Two Sides to Every Story
- 1974: Rameau’s Nephew by Diderot (Thanx to Dennis Young) by Wilma Schoen
- 1976: Breakfast (Table Top Dolly)
- 1981: Presents
- 1982: So Is This
- 1988: Seated Figures
- 1990: See You Later
- 1991: To Lavoisier, Who Died in the Reign of Terror
- 2000: Prelude
- 2000: The Living Room
- 2002: Corpus Callosum
- 2003: WVLNT („Wavelength For Those Who Don’t Have the Time“)
- 2005: SSHTOORRTY

## Diskografie (Auswahl)
- Musics For Piano, Whistling, Microphone And Tape Recorder, Chatham Square Productions 1975
- The Last LP. Unique Last Recordings Of The Music Of Ancient Cultures, Art Metropole 1987 (re-issue 1994)
- Sinoms, Art Metropole 1990
- Hearing Aid, supposé 2002, ISBN 978-3-932513-34-3

## Ausstellungen
- 2014: Michael Snow: Photo-Centric., Philadelphia Museum of Art.[3]